# Enterprise Systems Connection
ESCON (Enterprise Systems CONnection) est une architecture et une suite de protocoles utilisée par les mainframes pour communiquer avec des périphériques ou d'autres 
mainframes.

## Historique
ESCON a été introduite par IBM en 1990 pour remplacer l'interface parallèle. Bien qu'utilisée principalement en environnement IBM, ESCON est rapidement utilisée par d'autres constructeurs. En 1991, IBM introduit ESCON eXtended Distance Feature (XDF), la possibilité d'utiliser des fibres monomodes et des lasers pour la transmission. EMIF (ESCON Multiple Image Facility), un mécanisme de virtualisation permettant le partage d'adaptateurs ESCON par des partitions logiques est introduit en 1992. ESCON est toujours utilisée en 2005 bien que dépassée par FICON.

## Principales caractéristiques

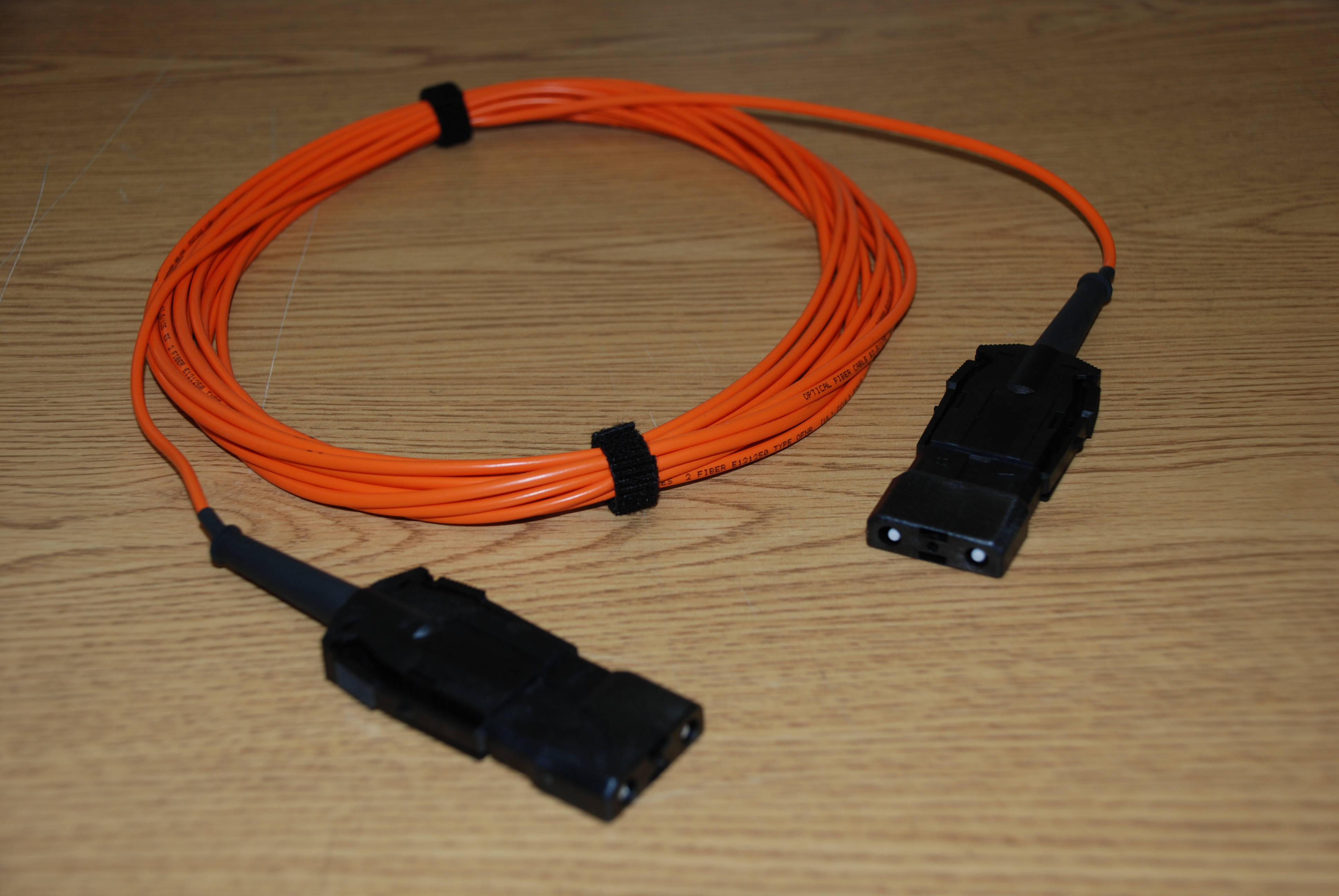
Câble ESCON

Contrairement à son prédécesseur, l'interface parallèle, ESCON transmet les données en série sur une paire de fibres optiques. Au niveau de la couche physique, la vitesse de transmission est de 200 Mb/s. La connexion des équipements peut se faire en point-à-point entre équipements ou via un commutateur appelé directeur ESCON. La communication ne peut commencer qu'après l'établissement d'un circuit entre le canal et l'unité de contrôle du périphérique. Au niveau de la couche application, le débit peut être nettement inférieur en raison du fonctionnement half-duplex à ce niveau.
ESCON a été normalisée par l'ANSI (American National Standards Institute) sous le nom de SBCON.

## Avantages d'ESCON par rapport à son prédécesseur

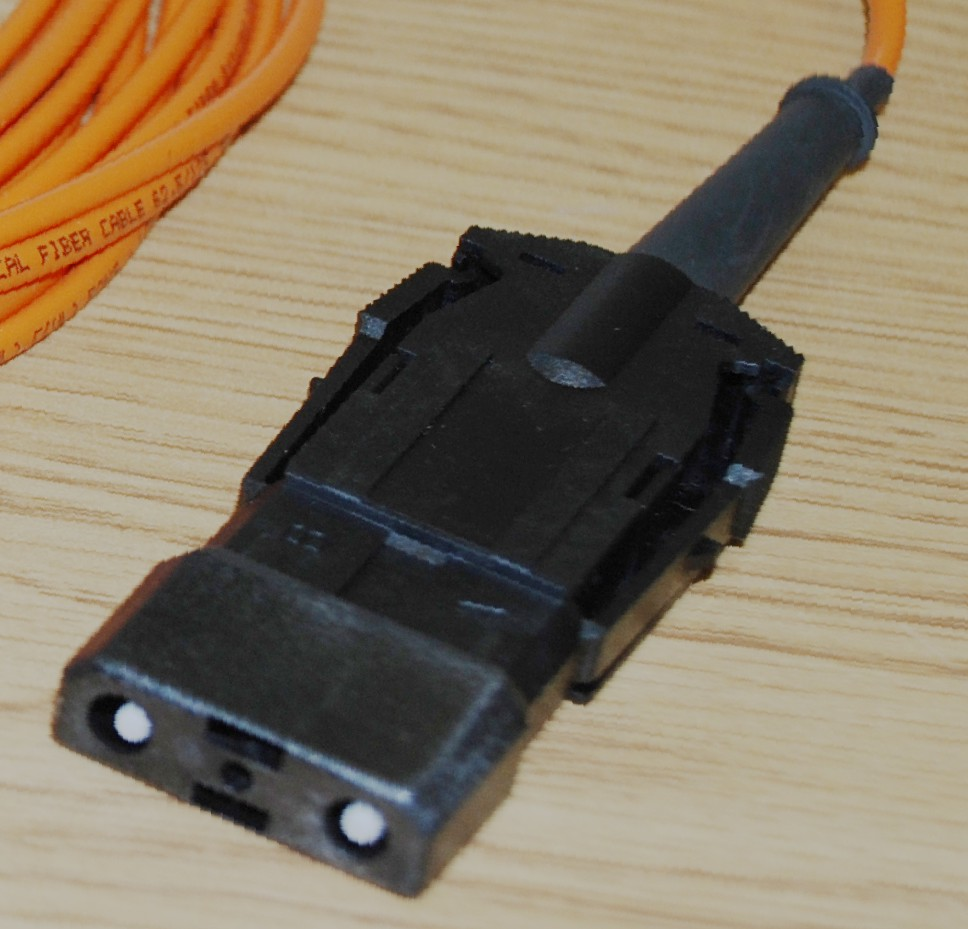
Connecteur ESCON

À l'époque où ESCON était introduite, les canaux étaient connectés aux unités de contrôle par l'interface parallèle. Celle-ci repose sur un bus parallèle donnant un débit applicatif maximum de 4,5 mégaoctets par seconde. ESCON permet de quadrupler ce débit à 17 mégaoctets par seconde. La distance maximum entre un canal et une unité de contrôle était de 122 m avec l'interface parallèle et passe à 3 km sur une liaison directe avec des fibres multimode. Différentes techniques peuvent être utilisées pour étendre ces distances. Enfin, ESCON apporte une plus grande facilité d'installation, les fibres étant beaucoup plus légères et moins encombrantes que le câble utilisé pour le bus parallèle.

## L'architecture ESCON
L'architecture ESCON comprend deux "niveaux": le niveau liaison (en anglais link level) correspondant aux couches physique et liaison de données du modèle OSI et le niveau "équipement" (en anglais, device level) qui correspond à la couche application du modèle OSI.
Le rôle du niveau liaison est d'établir un circuit entre source et destination et de transporter les messages du niveau équipement. Pour le niveau liaison, les messages du niveau équipement sont des chaînes de bits dont la sémantique est inconnue.
La fonction de la couche équipement est de véhiculer les commandes d'entrée-sortie entre le canal et le périphérique.

## Directeurs ESCON
Un directeur ESCON est un commutateur supportant le protocole ESCON. La fonction principale d'un Directeur est d'établir des circuits entre les ports auxquels sont connectés les canaux et les unités de contrôle. L'établissement de ces circuits est déclenché par l'observation de valeurs particulières dans les en-têtes de trames envoyées. Ces circuits sont maintenus jusqu'à ce que le canal ou l'unité de contrôle demande explicitement leur libération.
Une deuxième fonction importante du Directeur est la régénération des signaux, ce qui permet de prolonger de manière considérable les chemins entre canaux et unités ce contrôle.
Les Directeurs peuvent être interconnectés mais le chemin physique entre un canal et une unité de contrôle ne peut pas comporter plus de deux directeurs. Cette règle introduit une contrainte sur la distance maximale entre canal et unité de contrôle qui est de 43 km. De même, la distance maximale pour une connexion canal à canal (CTC, Channel To Channel) est de 60 km. 
Le directeur peut être commandé à distance et est vu par un canal comme une unité de contrôle.

## Exemples d'équipements anciens et récents utilisant ESCON
Mainframes: Séries/390, z900, z990
Unités de contrôle de disques IBM 3990
Serveurs de stockage IBM 2105 ESS, EMC Symmetrix, HDS 9980
Unités de bandes IBM 3490, 3590
Contrôleurs de communication IBM 3745
Routeurs Cisco avec carte CIP (Channel Interface Processor)
Systèmes d'impression IBM Infoprint 4000